# ワン・モア・ライフ!
『ワン・モア・ライフ!』（Momenti di trascurabile felicità）は2019年のイタリアのコメディドラマ映画。
監督はダニエーレ・ルケッティ、出演はピエルフランチェスコ・ディリベルト（ピフ）とトニー・エドゥアルト（トニー）など。
交通事故で死んだはずが、天国の計算ミスで92分だけ寿命の延長を許された中年男が愛する家族と人生のやり直しに励む姿を描き、その92分をリアルタイムで進行させて描写している。
原作はフランチェスコ・ピッコロの日本未出版の小説『Momenti di trascurabile felicità（取るに足らない幸せの瞬間）』（2010年）と『Momenti di trascurabile infelicità（取るに足らない不幸の瞬間）』（2015年）で、ピッコロ本人がルケッティ監督と共同で脚本を執筆している。

## ストーリー
シチリア島パレルモで暮らす中年男パオロはいつも通りにバイクで信号を無視して交差点を渡ろうとしたところで事故に遭って死ぬ。予想外の若すぎる死に、パオロが天国の入り口で猛抗議すると、死の日時を決める計算の入力データに不備があることが発覚し、92分間だけ寿命が延ばされることになる。こうしてパオロは天国の役人に見守られながら、愛する家族と最期の時間を過ごそうとやっきになる。しかし同時にパオロは過去の女性遍歴、子供の頃に恋していた年上の女性や結婚後の浮気相手たちを思い出す。そして妻アガタとのなれ初めや子供たちをはじめとする家族とのこれまでの生活を思い出しながら、自分の至らなさや身勝手さを思い知らされる。こうしてタイムリミットを迎えたパオロは天国の役人とともに再びバイクに乗って事故に遭うために交差点に向かうが、そこで無謀にもスピードを上げたパオロはギリギリのところで事故をかわして交差点を走り抜けてしまう。天国の役人はパオロの無謀な行動に「無責任だ!」と怒りをぶつけてその場を去る。こうして生き延びることになったパオロはその夜を家族とともに幸せに過ごすが、パオロの浮気癖は治りそうもないことが示唆されて物語は終わる。最後のナレーションでは「死神ですら間違えるのだから間違いを恐れる必要はない。人間は間違わなくなったら終わりだ。人生とは“取るに足らない幸せの瞬間”（原題：Momenti di trascurabile felicità）からなるものなのだから」と語られる。

## キャスト
- パオロ: ピエルフランチェスコ・ディリベルト（ピフ）（イタリア語版）
- アガタ: トニー・エドゥアルト（トニー）（イタリア語版） - パオロの妻。
- 天国の役人: レナート・カルペンティエリ（イタリア語版）
- ジュゼッペ: フランツ・カンタルポ - パオロの友人。禿頭。
- カルミネ: ヴィンチェンツォ・フェレーラ（イタリア語版） - パオロの友人。
- シルヴァーナ: ロベルタ・カロニア - パオロの浮気相手。
- アウロラ: アンジェリカ・アッレルッツォ - パオロとアガタの娘。
- フィリッポ: フランチェスコ・ジャンマルコ - パオロとアガタの息子。

## 作品の評価

### 映画批評家によるレビュー
本国イタリアでは大ヒットしたが、日本ではシネマトゥデイの映画短評において、なかざわひでゆきが「主人公が徹底的なダメ男」「イタリア式ダメ男」である点を評価し、5点満点中4点をつけている一方で、山縣みどりとくれい響は主人公に全く感情移入できず、笑いのツボやコメディセンスのズレを指摘して両者ともに5点満点中2点をつけている。

### 受賞歴
第74回ナストロ・ダルジェント賞でトニー・エドゥアルト（トニー）が主演女優賞にノミネートされたが受賞はならなかった。